# Municipio de Eagle Creek (Illinois)
El municipio de Eagle Creek (en inglés: Eagle Creek Township) es un municipio ubicado en el condado de Gallatin en el estado estadounidense de Illinois. En el año 2010 tenía una población de 187 habitantes y una densidad poblacional de 1,94 personas por km².

## Geografía
El municipio de Eagle Creek se encuentra ubicado en las coordenadas 37°38′52″N 88°19′31″O / 37.64778, -88.32528. Según la Oficina del Censo de los Estados Unidos, el municipio tiene una superficie total de 96.43 km², de la cual 95,59 km² corresponden a tierra firme y (0,86 %) 0,83 km² es agua.

## Demografía
Según el censo de 2010, había 187 personas residiendo en el municipio de Eagle Creek. La densidad de población era de 1,94 hab./km². De los 187 habitantes, el municipio de Eagle Creek estaba compuesto por el 97,86 % blancos, el 1,07 % eran amerindios y el 1,07 % eran de una mezcla de razas. Del total de la población el 0 % eran hispanos o latinos de cualquier raza.